# Фантасмагория (кино)
Фантасмагория — поджанр кинофантастики, представляющий фильмы о чём-то совершенно нереальном, изображающий причудливые видения, бредовые (причудливые) фантазии.

## История развития
К фантасмагории можно отнести самый первый в мире рисованный мультфильм с говорящим названием «Фантасмагория», выпущенный в 1908 году. В жанре фантасмагории работал и французский кинорежиссёр Жан Виго. В 1930 году он снимает фильм «По поводу Ниццы», где фантасмагория показана как призрачная картина, получаемая при помощи оптических приспособлений. В следующем фильме Виго — «Жан Тарис, чемпион по плаванию» элемент фантасмагории работает уже на повествовательном уровне, демонстрируя «бред наяву» и «причуды в реальности». В фильме «Поручик Киже», снятом по одноимённой повести Юрия Тынянова режиссёром Александром Файнциммером в 1934 году, также присутствуют элементы фантасмагории. В дальнейшем был снят ряд малопопулярных фильмов, частично использовавших фантасмагорию. Фильмы с элементами фантасмагории выпускаются и по сей день, но не пользуются широкой популярностью.